# Prie-Dieu

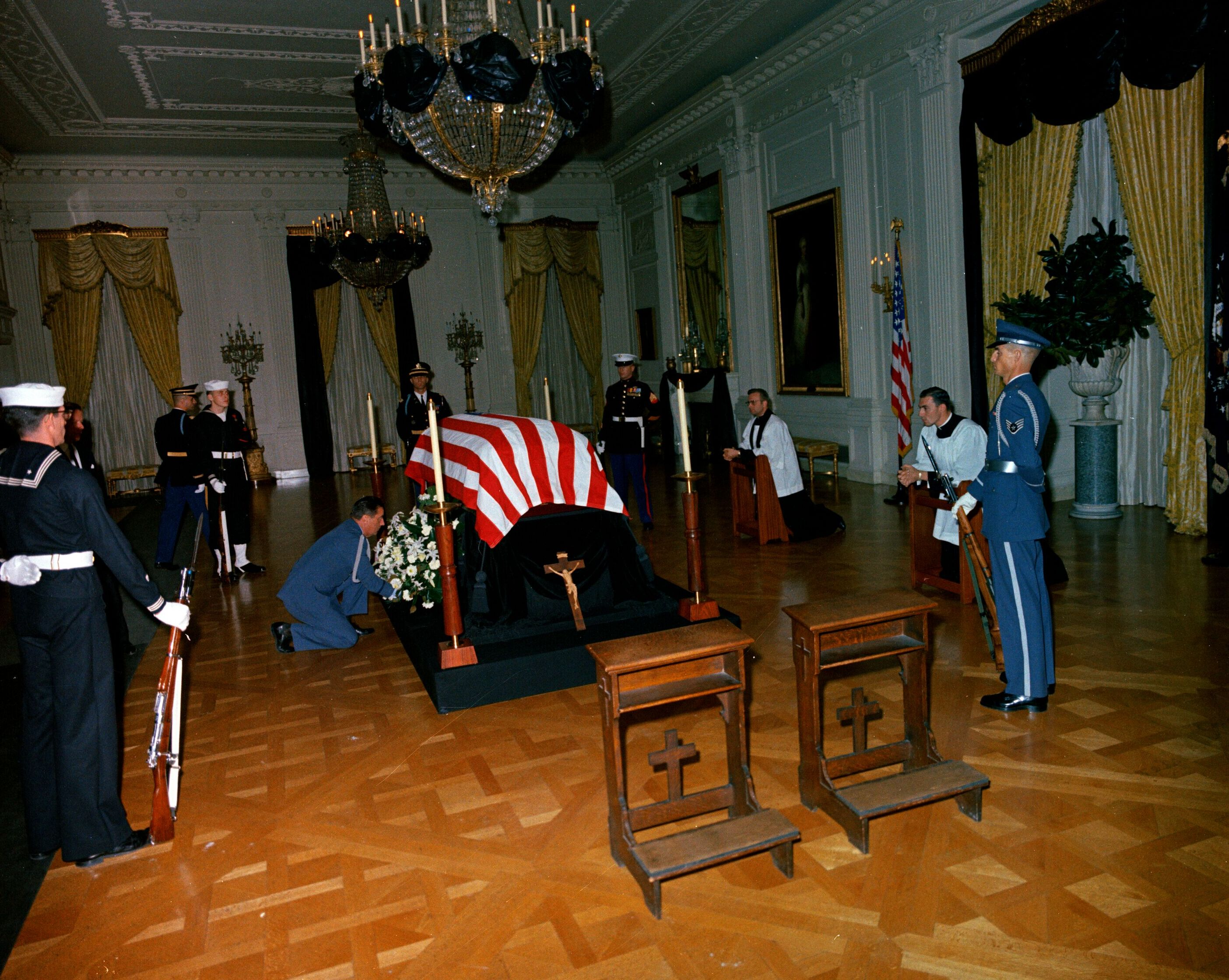
Prie-Dieu devant le cercueil du président américain John F. Kennedy, dans l'East Room de la Maison-Blanche en 1963.

Un prie-Dieu (pluriel : des prie-Dieu) est un meuble liturgique sur lequel on s’agenouille pour prier Dieu, invocation qui peut aussi bien être utilisée pour un usage privé que public dans une église, notamment lors du salut du Saint-Sacrement, de l'adoration eucharistique et de la consécration.
Il s'agit le plus souvent d'une sorte de chaise basse (plus rarement d'un banc) avec un degré qui fait office d'agenouilloir (parfois mobile lorsque le siège dispose d'une partie rabattante), et d'un accoudoir, repose-livre ou pupitre (prie-Dieu à pupitre). Certaines églises, sacristies ou oratoires peuvent être équipées de prie-Dieu commode ou armoire comportant des tiroirs placés le plus souvent sous le pupitre, sous l'accoudoir ou, plus rarement, au-dessus. Si l'assise est rembourrée, on parle plutôt d'agenouilloirs, encore que ce terme soit originellement réservé aux prie-Dieu des prélats.
On appelait quelquefois prie-Dieu des oratoires de chambre ou de cabinet.

## Histoire

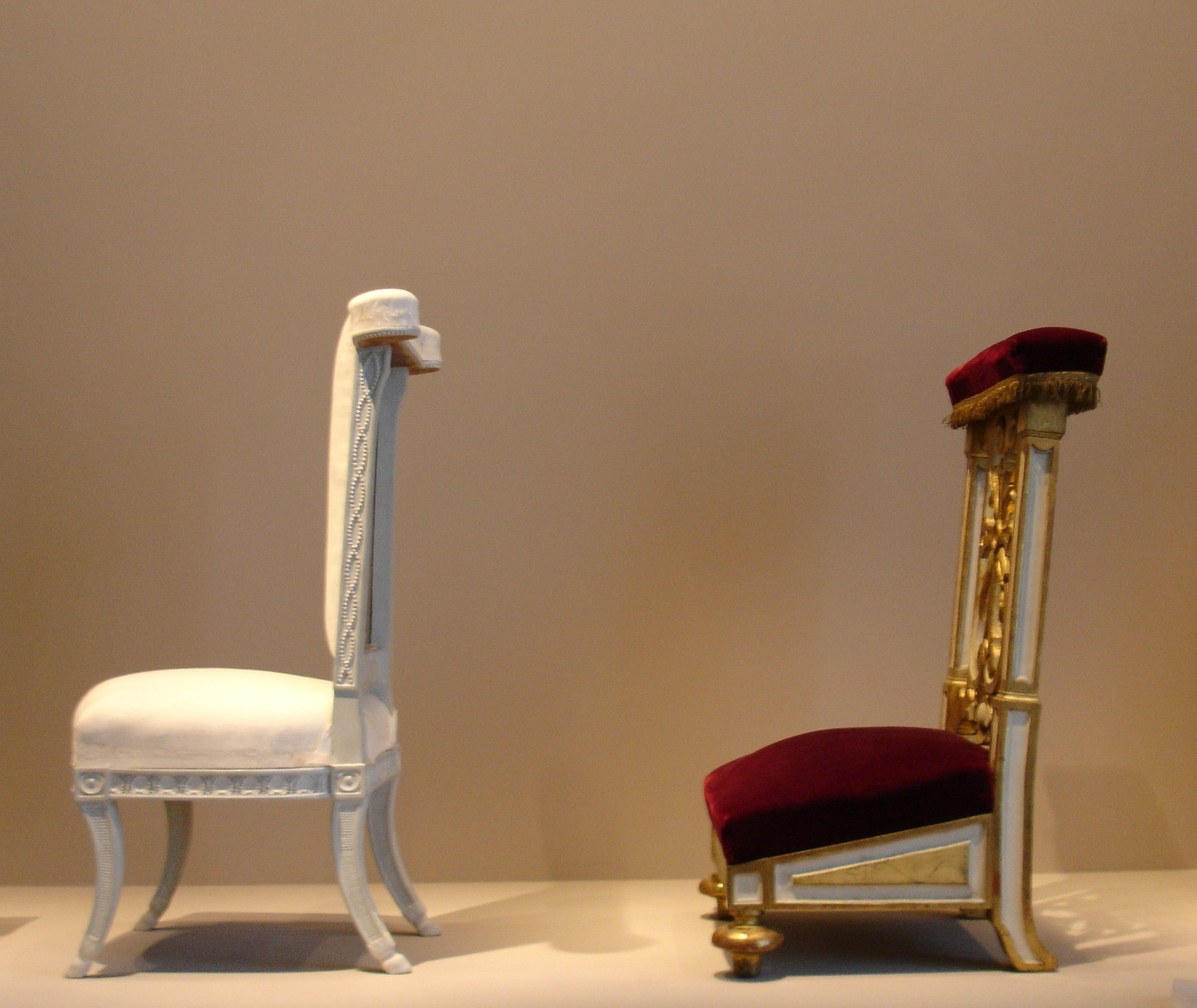
Chaises prie-Dieu capitonnés à accoudoir, musée des Arts Décoratifs, XIXe siècle.

Au Moyen Âge, les fidèles assistent debout aux offices de la paroisse. À partir du XVIe siècle sont mis à la disposition, selon un ordre fixé par le coutumier, des bancs ou chaises en bois loués au fermier adjudicataire de la « ferme des chaises » ou au marguillier, les prix fixes (majorés lors de messes solennelles) étant perçus par le chaisier ou la chaisière.
Avant le dernier tiers du XXe siècle qui voit progressivement le retrait des prie-Dieu dans les églises au profit de simples chaises ou bancs, favorisant l'abandon de l'agenouillement malgré les prescriptions contraires de la PGMR, il était d'usage pour les notables de la paroisse d'être propriétaires dans les premiers rangs de leurs chaises avec prie-Dieu sur lesquels ils faisaient graver leurs noms sur des plaques de métal (généralement en cuivre) ou émaillées vissées au dossier des chaises. S'ils n'étaient pas réservés, ils pouvaient être loués. Les paroissiens des rangs derrière ne s'agenouillaient pas ou le faisaient par terre, les prie-Dieu étant ainsi un véritable marqueur de la géographie sociale de la paroisse et du degré de piété, entre ceux qui s'accoudaient dessus le visage dans les mains et ceux qui croisaient les bras. Certains prie-Dieu avaient des anneaux sur le côté pour y accrocher le parapluie.
Des prie-Dieu sont encore disposés dans des églises et utilisés par des croyants, notamment lors de messes solennelles : prie-Dieu pour les futurs époux lors de leur cérémonie de mariage religieux, prie-Dieu capitonnés de velours ou de soie, voire d'un coussin ou d'une tenture de prie-Dieu qui sont suivant les cérémonies de la couleur du temps liturgique ou de celle qui correspond à la dignité de celui à qui ils sont destinés (étoffe verte pour un évêque, rouge pour un cardinal et violette pour les deux, les jours de pénitence) et dont ils peuvent porter les armoiries ou l'insigne.

## Galerie

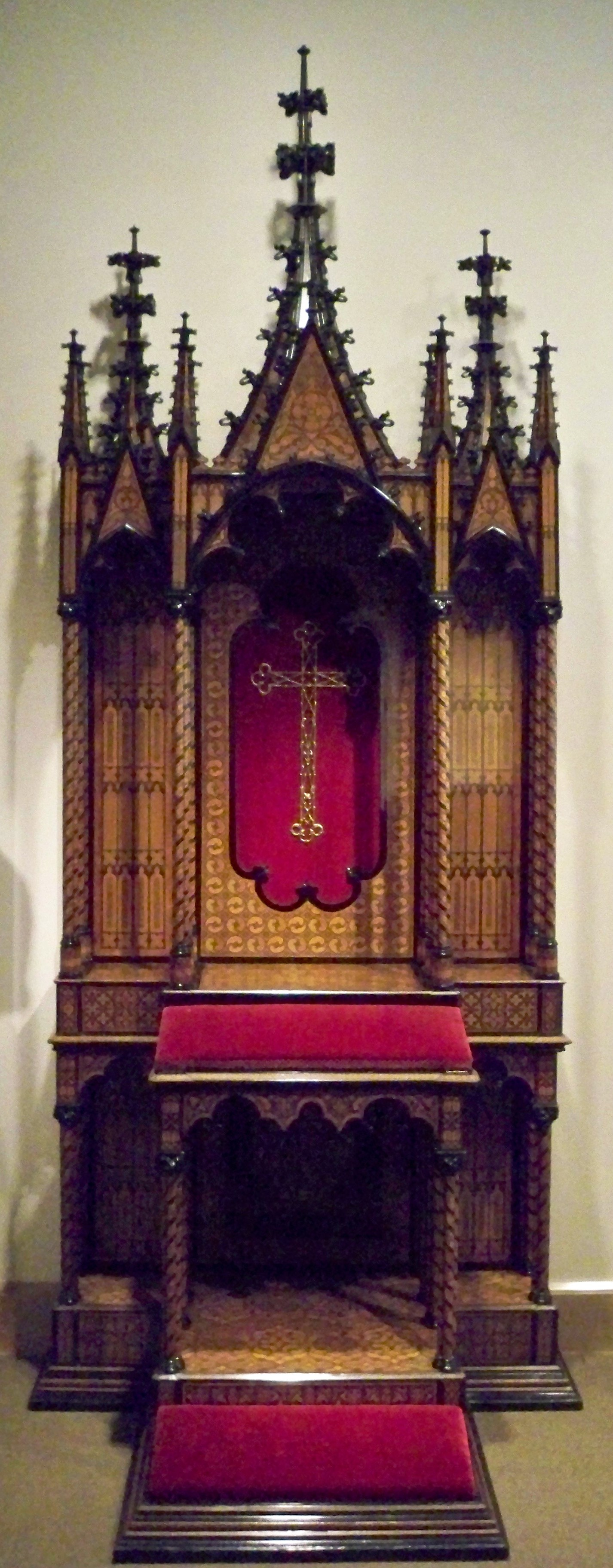
Prie-Dieu de style néogothique
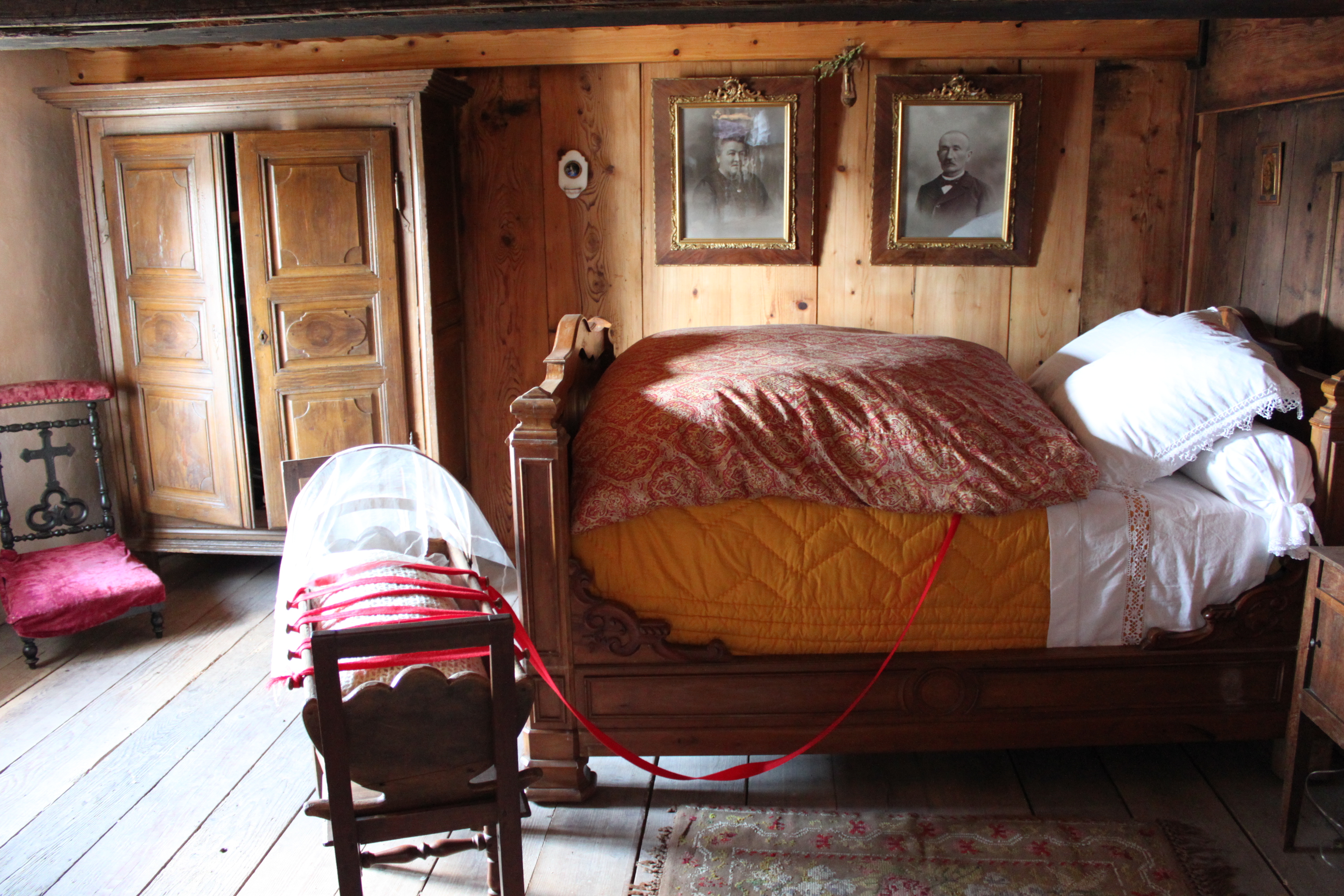
Prie-Dieu domestique
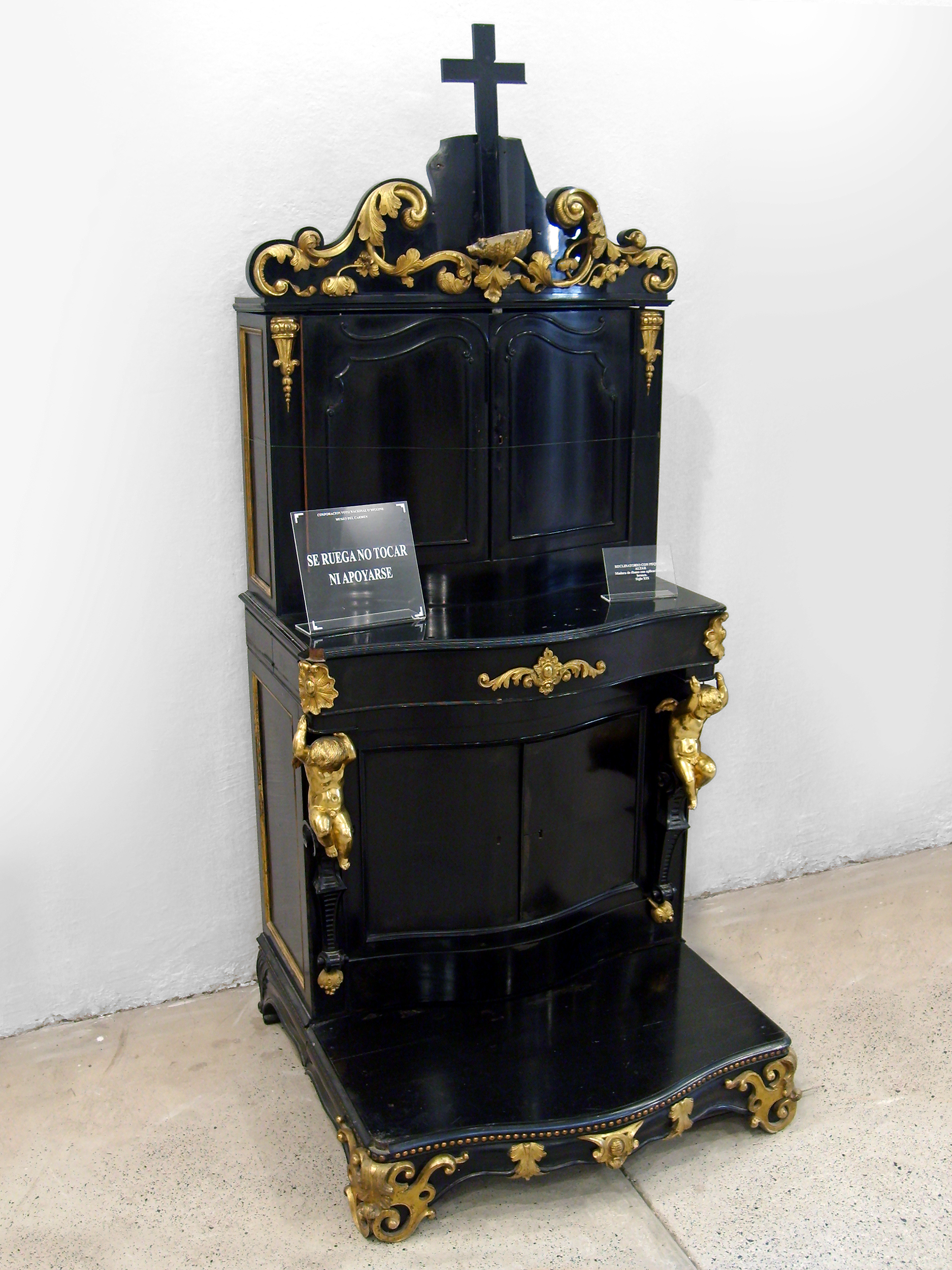
Prie-Dieu armoire avec autel
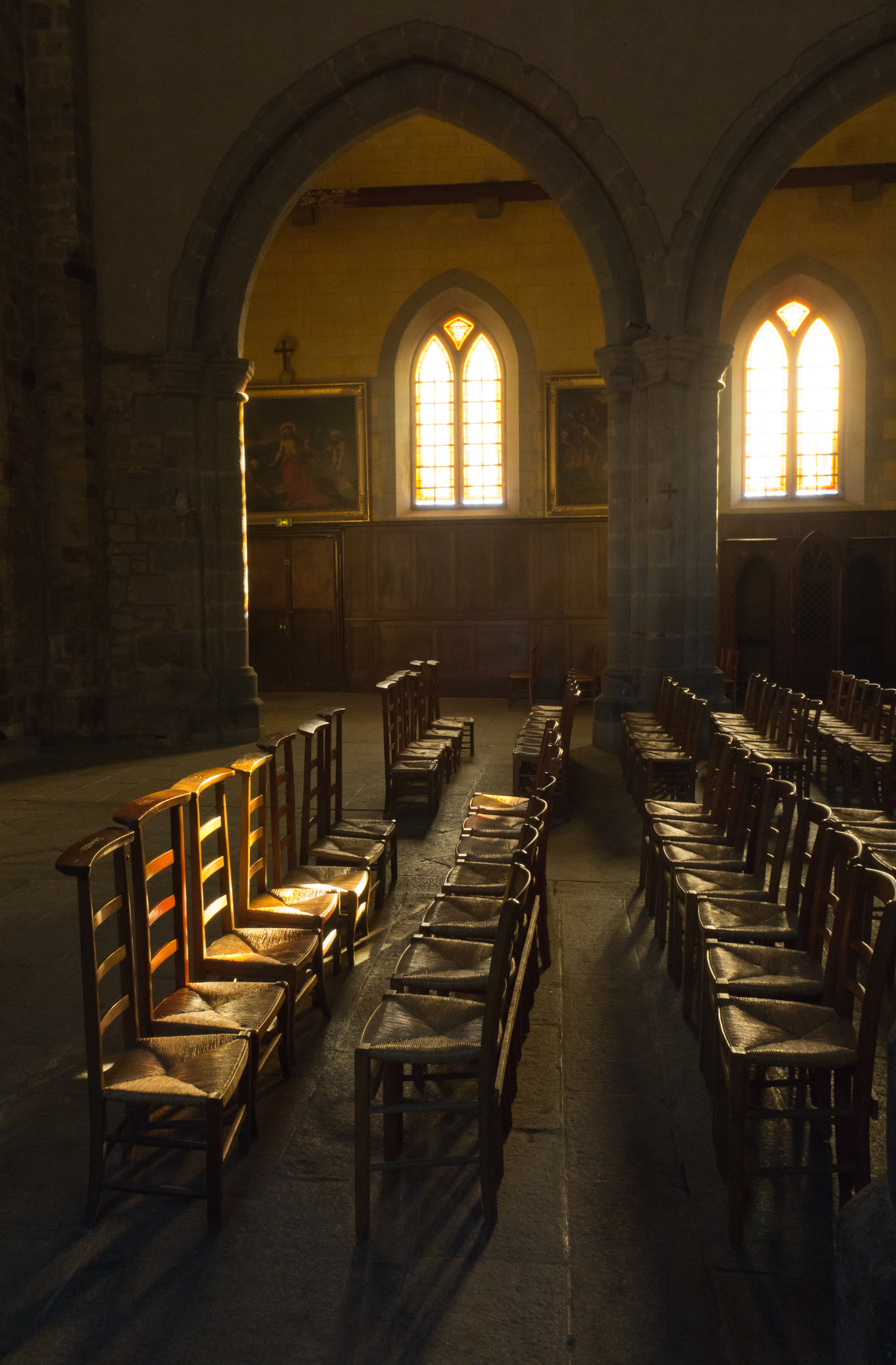
Prie-Dieu paillés
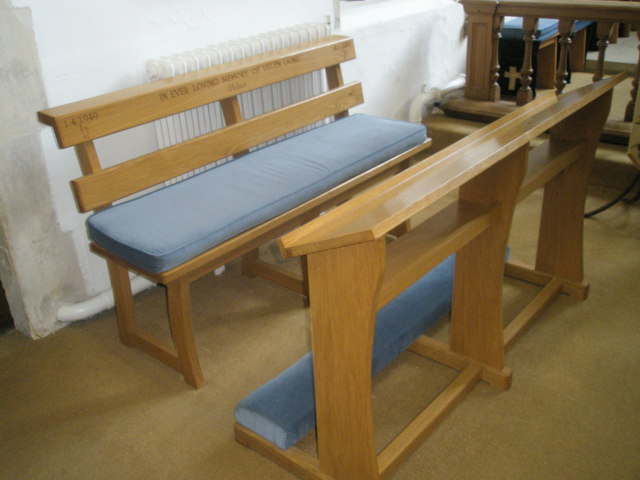
Banc prie-Dieu
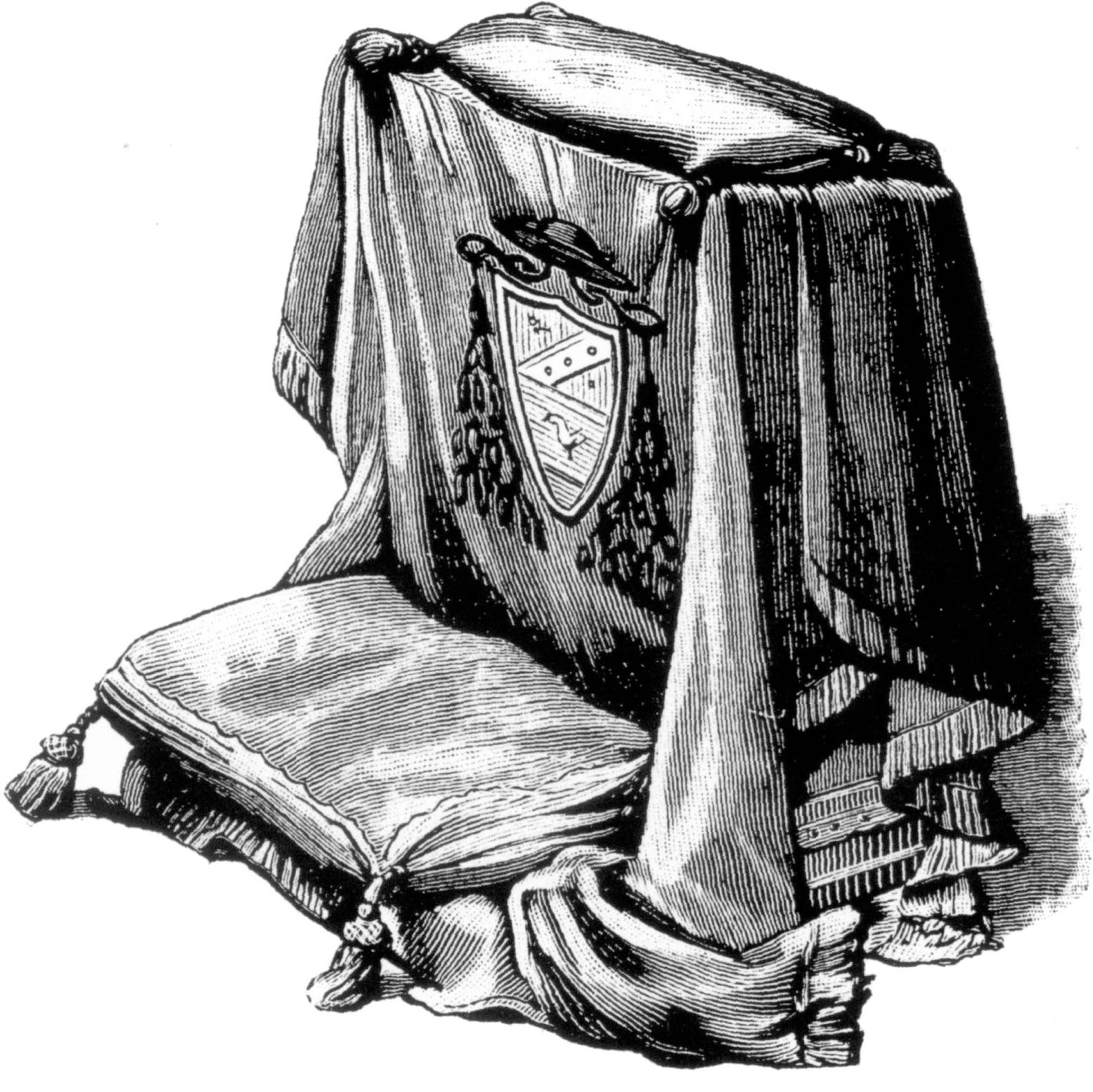
Tenture de prie-Dieu
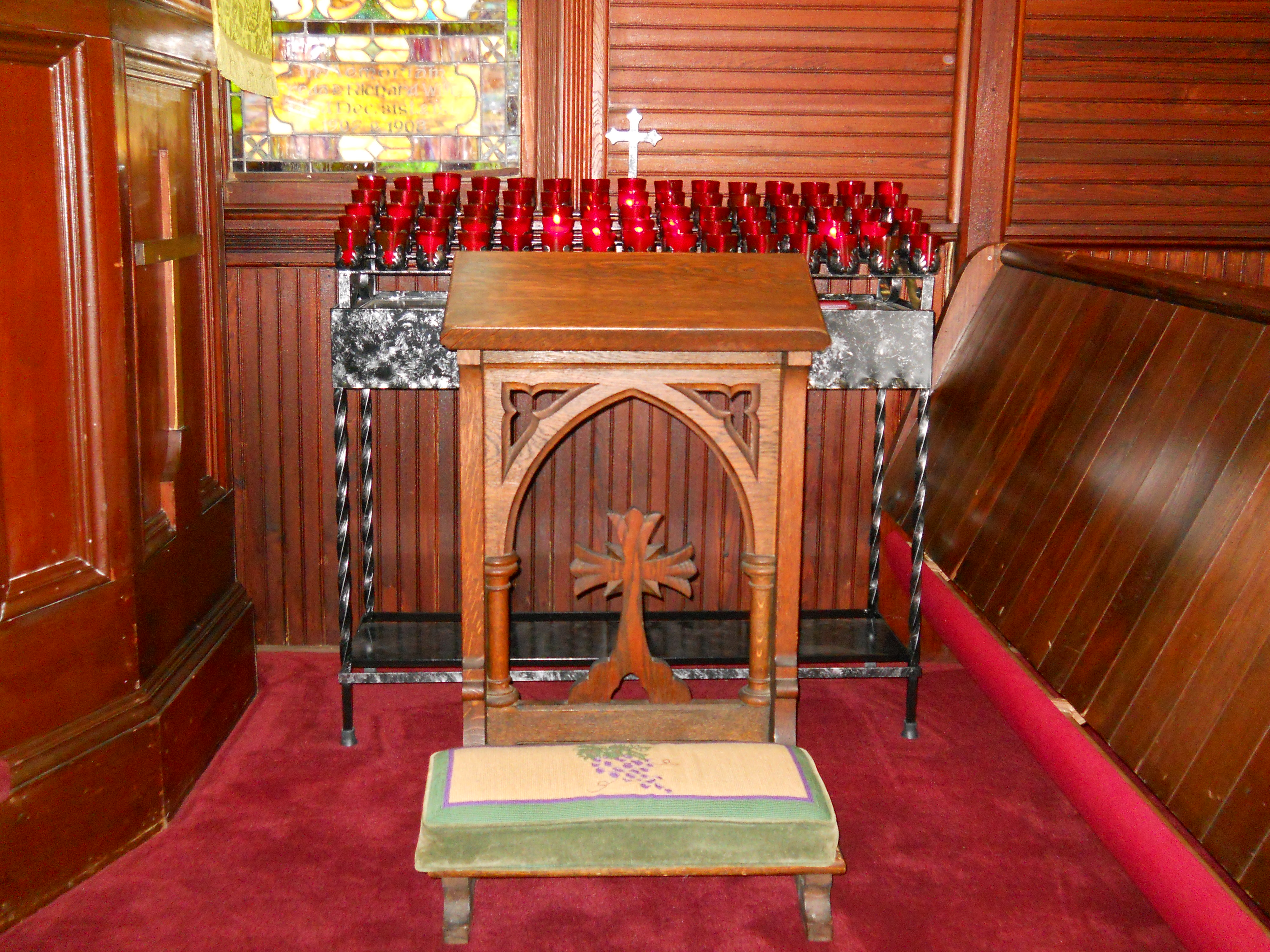
Coussin de prie-Dieu
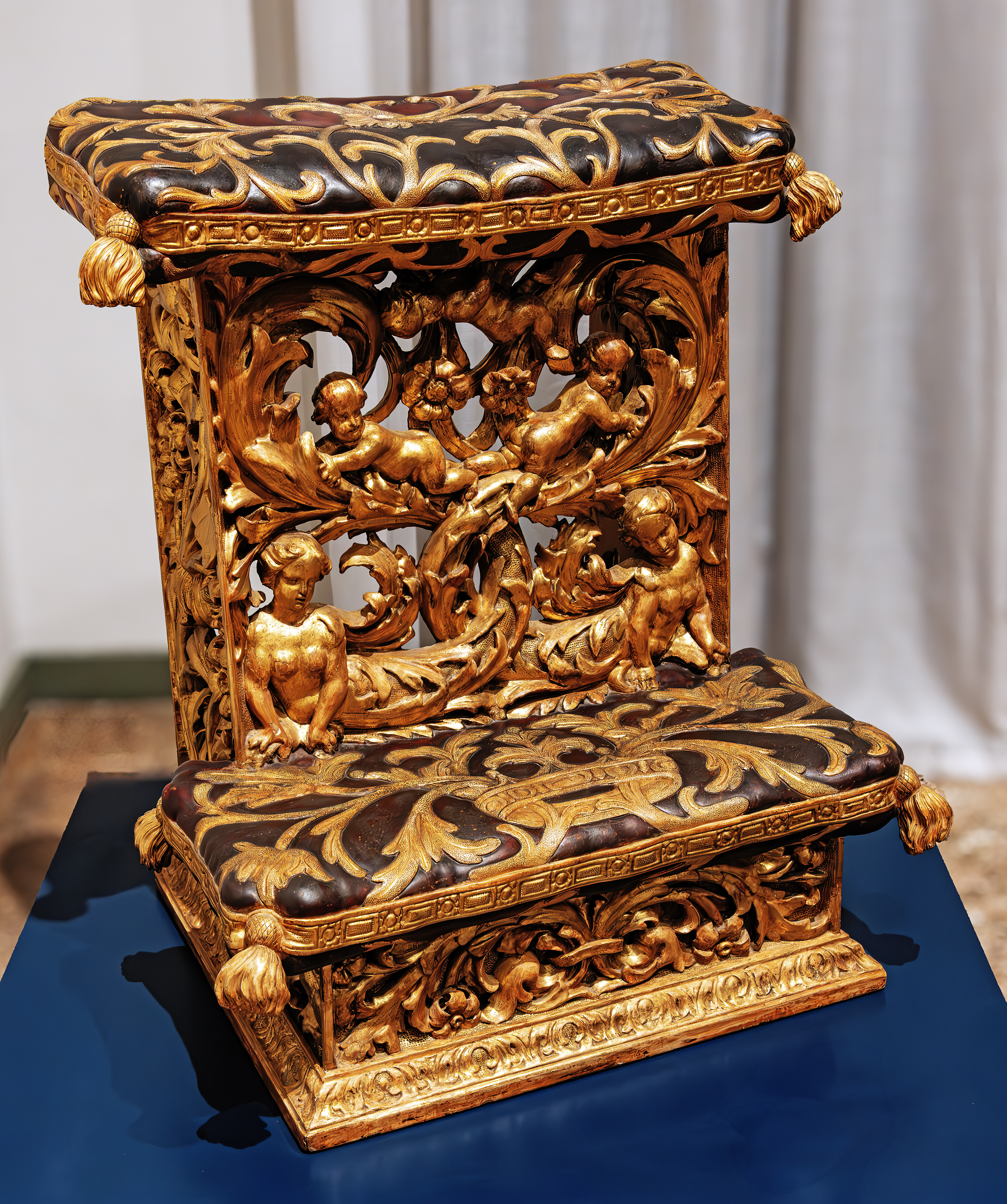
Prie-Dieu du Doge Francesco Morosini, musée Correr